# Dąbie (Szczecin)
Dąbie (niem. Altdamm, Vadam) – część Szczecina, osiedle administracyjne będące jednostką pomocniczą miasta. Do 1948 roku osobne miasto.
Według danych z 22 stycznia 2018 r. na pobyt stały w osiedlu zameldowanych było 12 986 osób.
W Dąbiu znajdują się m.in. lotnisko Aeroklubu Szczecińskiego i stacja węzłowa Szczecin Dąbie (tory w stronę Poznania oraz Świnoujścia). Do 2004 r. czynny był także przystanek Szczecin Dąbie Osiedle. Nad jeziorem Dąbie znajdują się przystanie żeglarskie i przystań rybacka. W Dąbiu jest także cmentarz o powierzchni 8,3575 ha.

## Historia

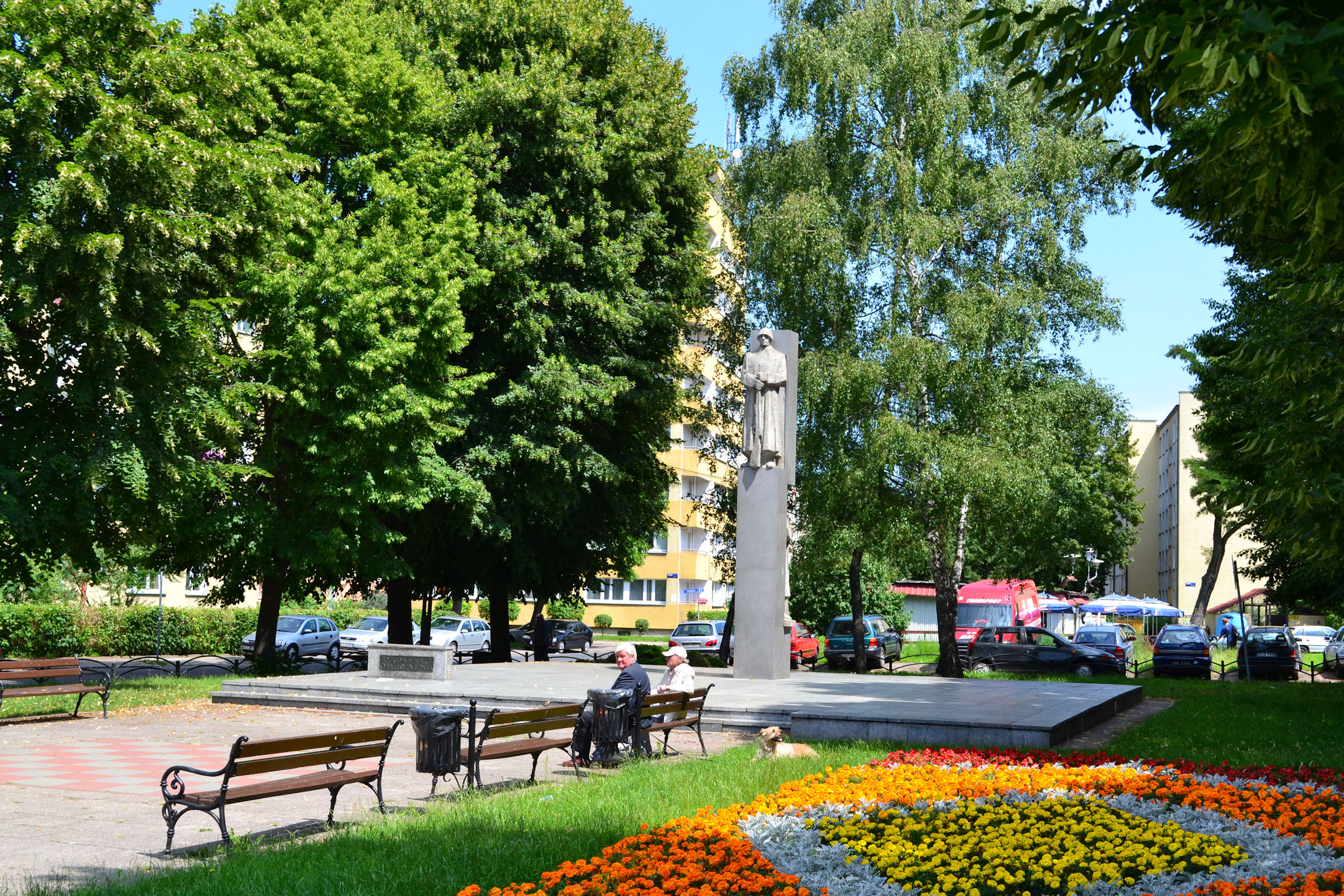
Skwer w centrum Dąbia przy ul. Mianowskiego z pomnikiem „Ku czci poległych w walkach o Szczecin”. Jest to dawny rynek miasta Dąbia

Mapa Dąbia (1786)

Dawniej osada słowiańska u ujścia Płoni do jeziora Dąbie. Osadę zniszczono w 1121 roku, odbudowali ją w 1176 r. niemieccy osadnicy. Gród i miasto od 1249 roku. Lokowane przez Barnima I 15 stycznia 1260 roku, gdy wziął je od cystersów w lenno. Książę zmarł w dworku w Dąbiu w 1278 roku. Zachowały się ruiny tej budowli. W średniowieczu miasto otoczono murami obronnymi.
W 1791 r. znajdowało się w Dąbiu 250 domów.
W 1834 r. wprowadzono w Dąbiu prawo organizowania cotygodniowych i corocznych targów. W 1846 r. Dąbie uzyskało połączenie kolejowe ze Szczecinem (9,5 km) oraz Stargardem (25 km). Od likwidacji fortyfikacji w 1873 r. rozpoczął się powolny rozwój miasta, zaczęto brukować drogi i wznosić nowe budynki.
1 października 1937 r. do Dąbia włączono Kijewo, natomiast 15 października 1939 r. Dąbie włączono do Wielkiego Miasta Szczecina. W marcu 1945 roku w rejonie Dąbia powstał przyczółek wojsk niemieckich i walka o niego z Armią Czerwoną doprowadziła do poważnego zniszczenia Dąbia. W 1945 r. Dąbie ponownie stało się niezależnym miastem. Po wojnie przejściowo używano nazwy Dąb lub Dąb Stary. 12 listopada 1946 r. nadano miejscowości nazwę Dąbie.

## Zabytki
- Kościół Niepokalanego Poczęcia NMP, z charakterystyczną, widoczną z daleka wieżą o wysokości 75,60 m.
- Książęcy dworek myśliwski, wybudowany przez Jana Fryderyka po pożarze miasta w 1592 r. (obecnie mieści się w nim biblioteka).
- Fragment średniowiecznych murów obronnych z XIII wieku.
- Willa przy ul. Żaglowej, wybudowana w latach 1916–1917.

Zabytki Dąbia
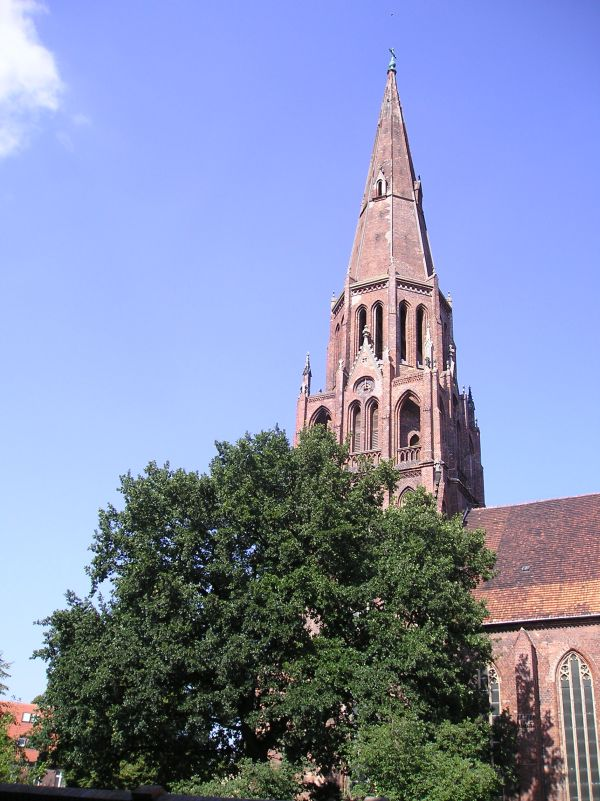
Kościół Niepokalanego Poczęcia NMP
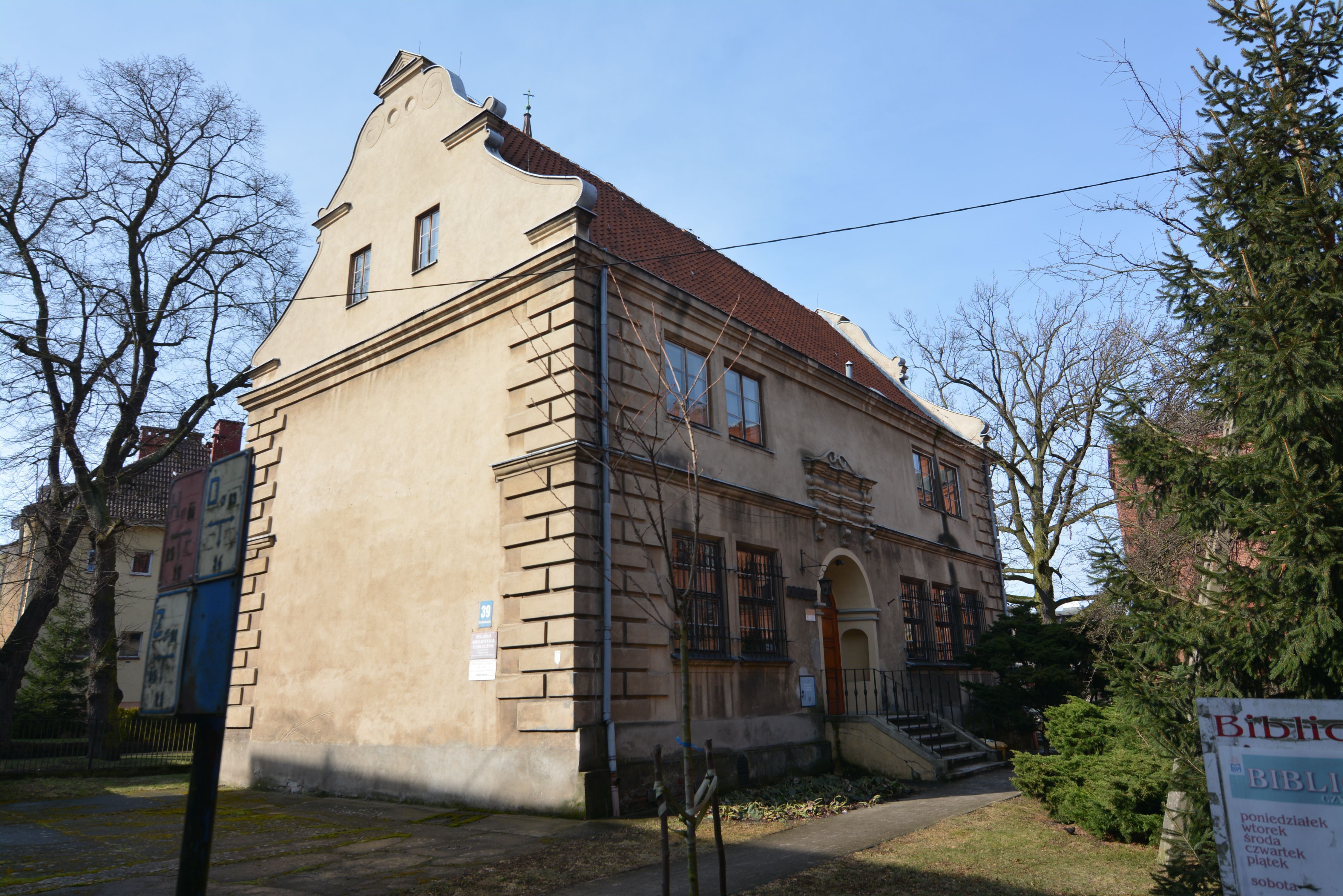
Pałacyk myśliwski
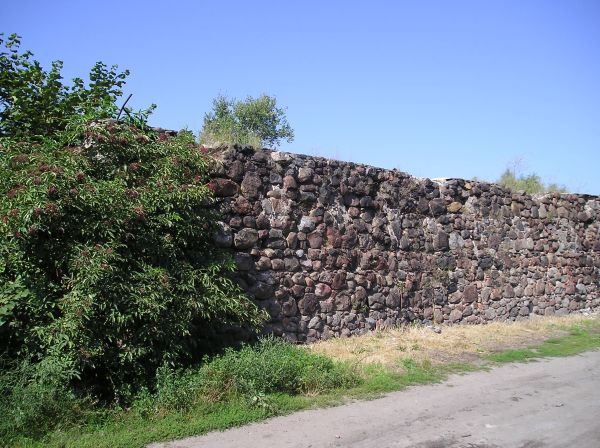
Dawne mury miejskie
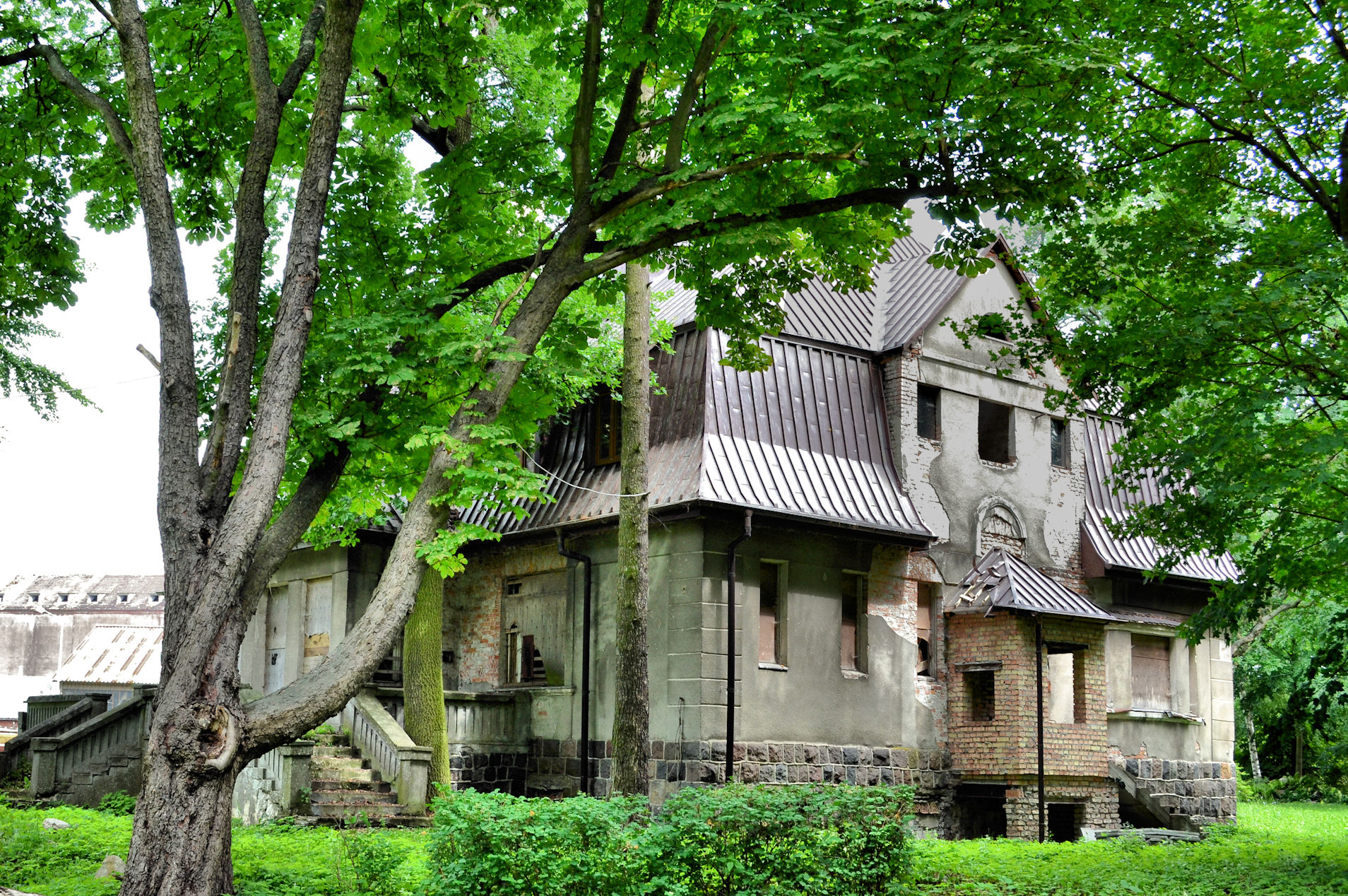
Willa przy ul. Żaglowej

## Samorząd osiedla
Wybory do rad osiedli zarządza Rada Miasta Szczecin na drodze uchwały. Zgodnie obecnymi statutami, mieszkańcy Szczecina do wszystkich rad osiedli wybierają łącznie 585 radnych[12]. Rada Osiedla Dąbie liczy 15 członków. Samorząd osiedla Dąbie został ustanowiony w 1990 roku. Granice osiedli ustala Rada Miasta Szczecin po konsultacji z mieszkańcami, biorąc pod uwagę układ przestrzenny miasta, więzi społeczne i gospodarcze zapewniając zdolność wykonywania zadań publicznych służących zaspakajaniu zbiorowych potrzeb ich mieszkańców[6]. W ten sposób w 2005 roku przesunęła się granica pomiędzy osiedlami Dąbie a Majowe. Do 2005 roku za granicę osiedli uważało się tory kolejowe na ulicy Wiosennej. Obecnie granica osiedli przebiega wzdłuż północnej ulicy Andrzeja Struga.

### Dane statystyczne z wyborów do rady osiedla od 2003 r.
| Data       | Liczba uprawnionych | Frekwencja |
| ---------- | ------------------- | ---------- |
| 13.04.2003 | 10 244              | 5,83%      |
| 20.05.2007 | 10 875              | 3,30%      |
| 22.05.2011 | 10 930              | 3,30%      |

## Transport

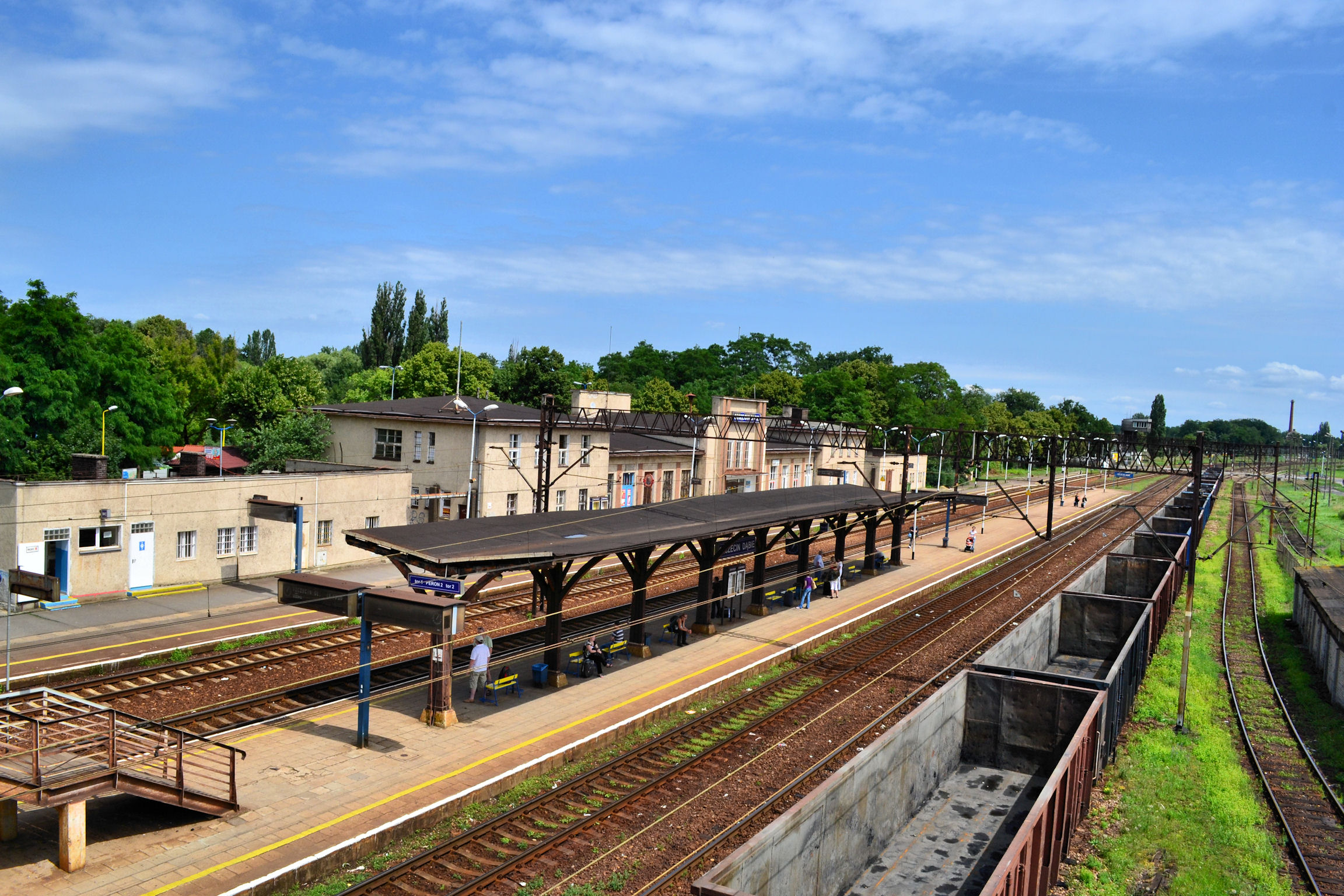
Stacja kolejowa Szczecin Dąbie

Przez Dąbie przebiega trasa prowadząca do Świnoujścia. W jej skład wchodzą ulice: Przestrzenna, Emilii Gierczak i Goleniowska. Granicę między Dąbiem a Wielgowem wyznacza fragment autostrady A6.
Na terenie Dąbia znajduje się również dworzec kolejowy Szczecin Dąbie, który położony jest przy ul. Stacyjnej nieopodal rzeki Płoni. Z dworca w Dąbiu można dojechać linią kolejową 401 do Świnoujścia, 351 do Poznania Głównego, linią kolejową 428 do Podjuch i dalej do Gryfina / Kostrzyna. Z Dąbia również jest odnoga linii kolejowej 417 Szczecin Dąbie – Sobieradz. Obecnie pojedynczy tor na skraju Osiedla Słonecznego służy jako tor dostawczy do elektrociepłowni położonej na terenie osiedla Kijewo.
Na stacji zatrzymują się wszystkie pociągi pasażerskie przejeżdżające przez stację (PolRegio oraz Intercity). Stacja Szczecin Dąbie wraz z niedaleko położonym przystankiem osobowym Szczecin Zdroje jest jedną z niewielu w Polsce, na których pociągi w trakcie jednego kursu zatrzymują się dwukrotnie. Dzieje się tak w przypadku pociągów PolRegio łączących Świnoujście z Poznaniem.
Do 2004 roku w Dąbiu istniał przystanek kolejowy Szczecin Dąbie Osiedle. Przystanek został otwarty po II wojnie światowej, natomiast powodem zamknięcia była niska frekwencja. Najbliższy przystanek ZDiTM to „Dąbie Osiedle”. Od czerwca 2024 na terenie osiedla działa nowy przystanek kolejowy Szczecin Trzebusz. Zlokalizowany został w północno-wschodniej części osiedla. Najbliższy przystanek ZDiTM to SKM Trzebusz (do 31.08.2024 jako Stacja Doświadczalna). Przystanek powstał w ramach SKM Szczecin i obsługuje wyłącznie pociągi regionalne jadące w kierunku: Świnoujścia, Goleniowa, Kołobrzegu, Koszalina (przez Kołobrzeg) oraz Szczecina.
Od 29 sierpnia 2015 r. na obszarze Dąbia funkcjonuje przystanek Szczecińskiego Szybkiego Tramwaju – „Hangarowa nż”. Obsługiwany jest on przez linie nr 2, 7 oraz 8.
Z dniem 1 września 2024 roku wprowadzony został Szczeciński Bilet Metropolitarny, w ramach SKM Szczecin. Tego samego dnia zmieniły się nazwy wybranych przystanków (głównie w obrębie przystanków kolejowych) oraz trasy wybranych autobusów, m.in. linii 56, która od niedzieli została wydłużona do pętli SKM Dunikowo. Stacja ta administracyjnie znajduje się w Kijewie. Obecnie na terenie Dąbia kursuje 11 linii autobusowych dziennych (54, 56, 64, 72, 73, 77, 84, 93, 96, 97 oraz pospieszna C) i dwie linie nocne (522 oraz 533). Linie 54 i 84 pojawiają się sporadycznie (wybrane kursy do zakładów mięsnych). Wszystkie linie (oprócz 522) obsługuje SPA Dąbie. Linia 522 wystawiana jest przez PKS Szczecin.

## Galeria

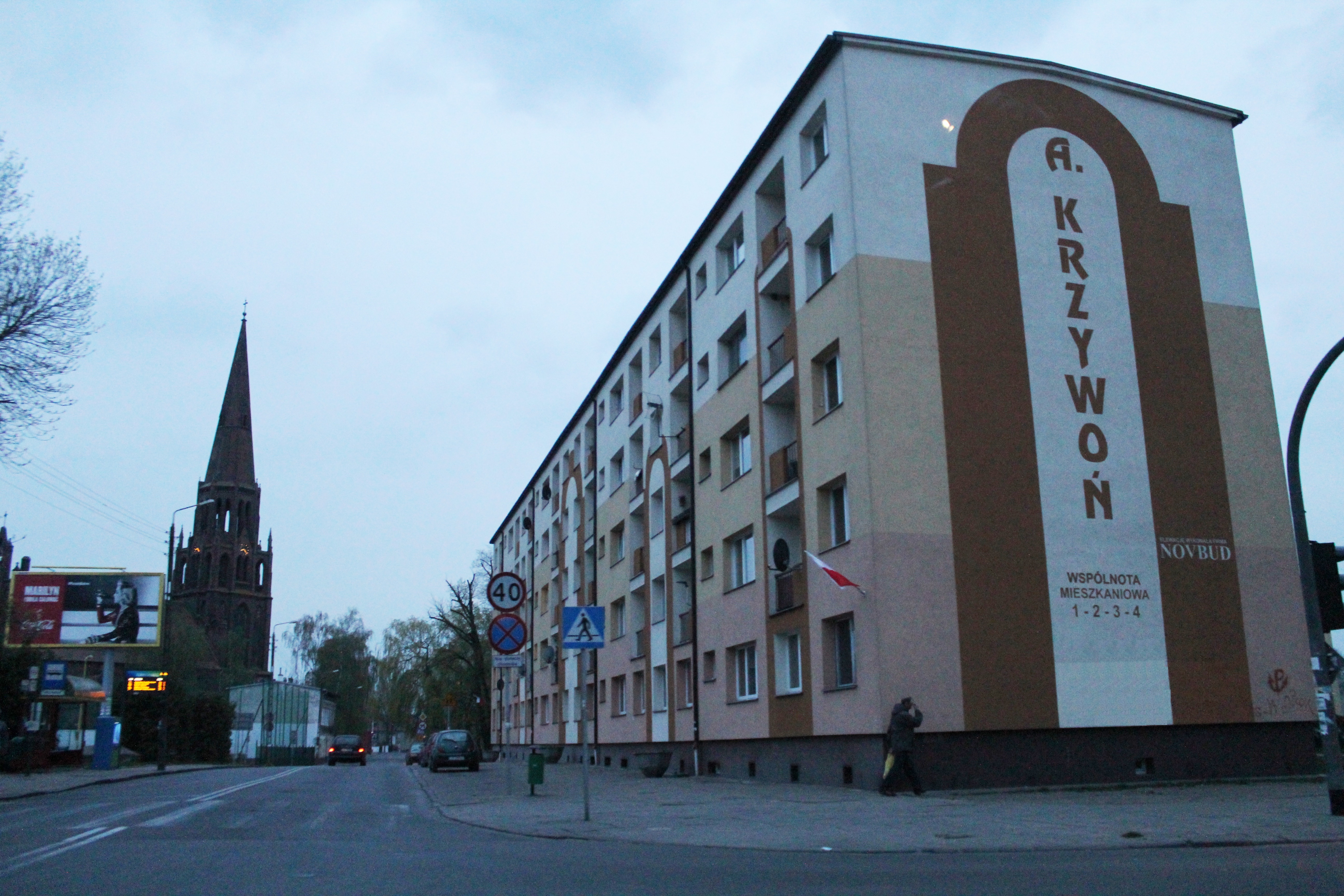
Ulica Anieli Krzywoń
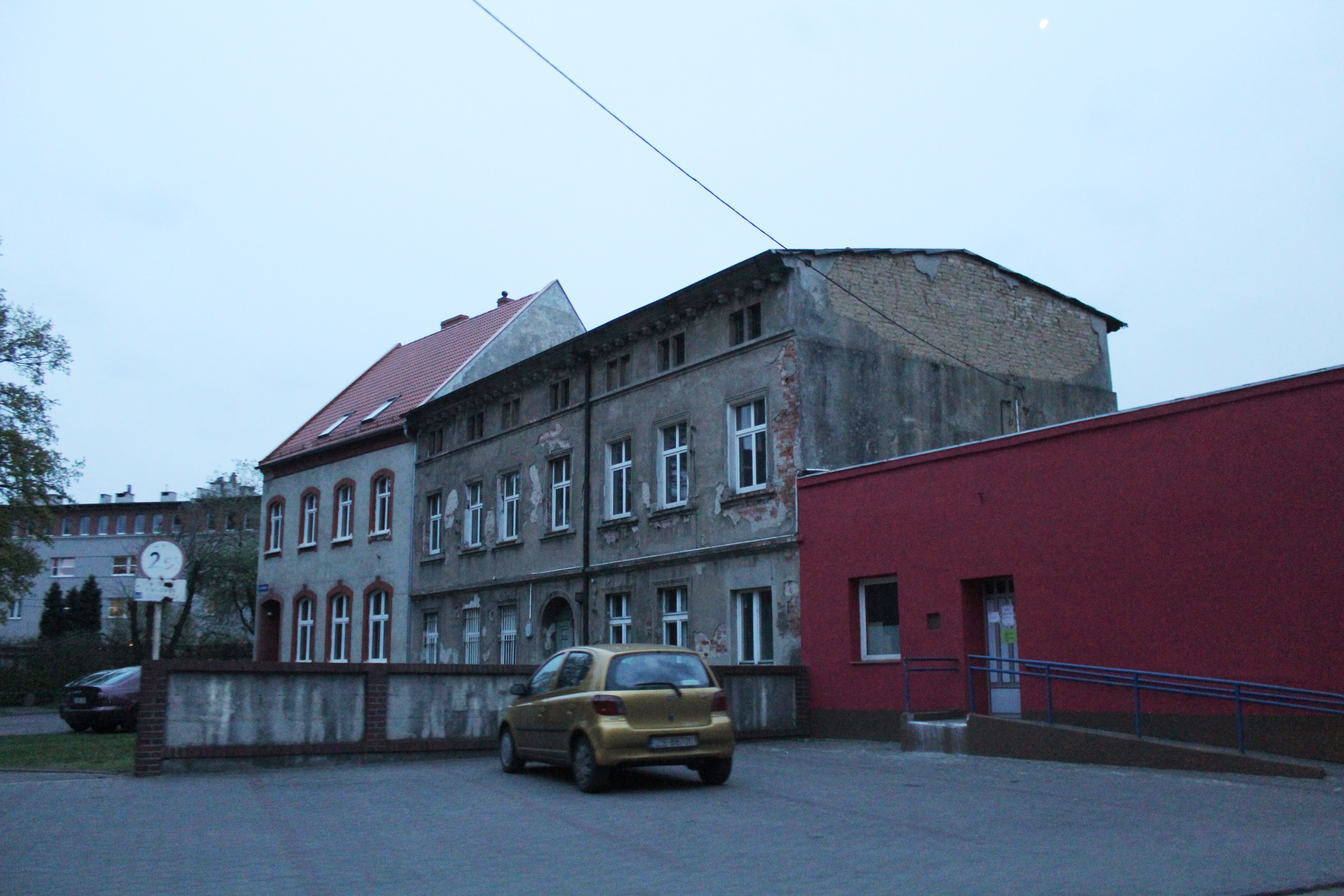
Przedwojenne kamienice, ul. Anieli Krzywoń
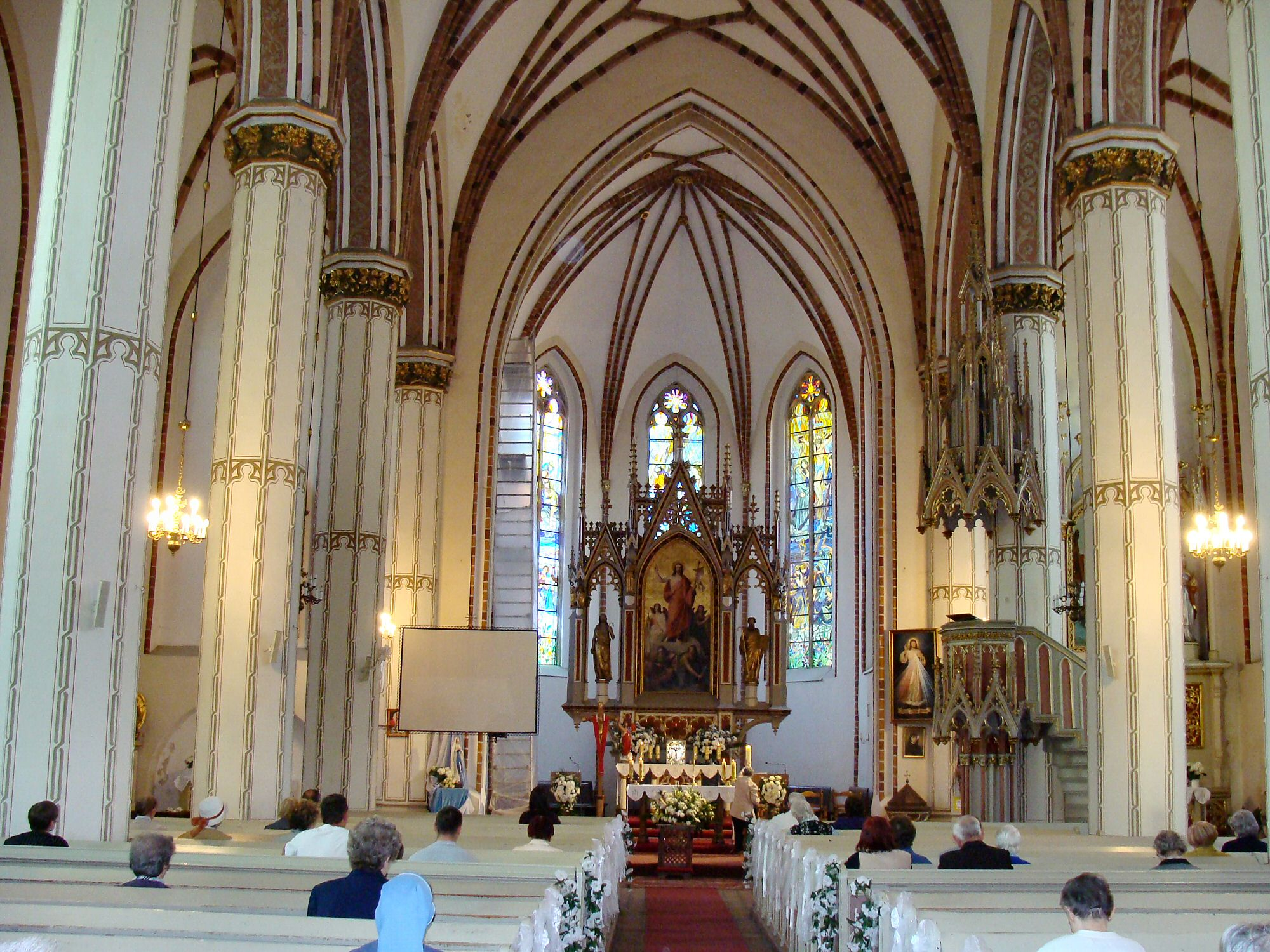
Wnętrze kościoła pw. Najświętszej Marii Panny przy Anieli Krzywoń
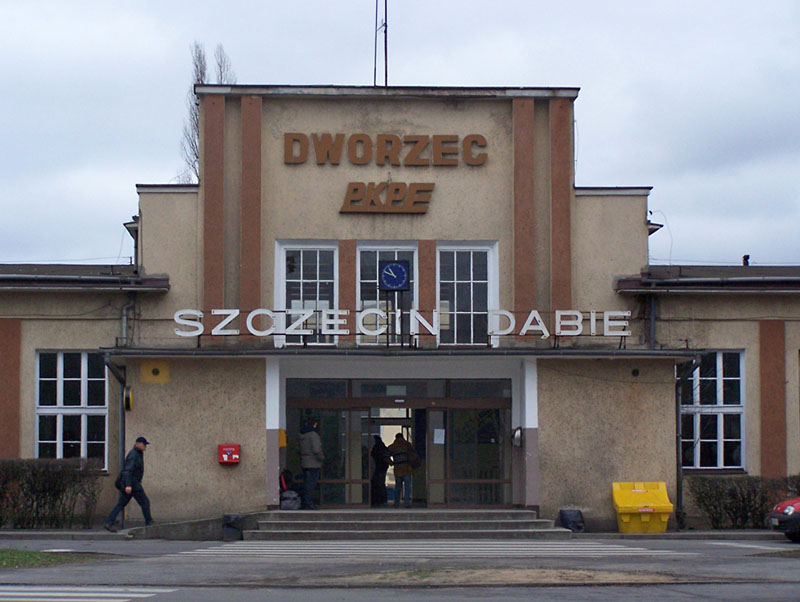
Dworzec w Dąbiu
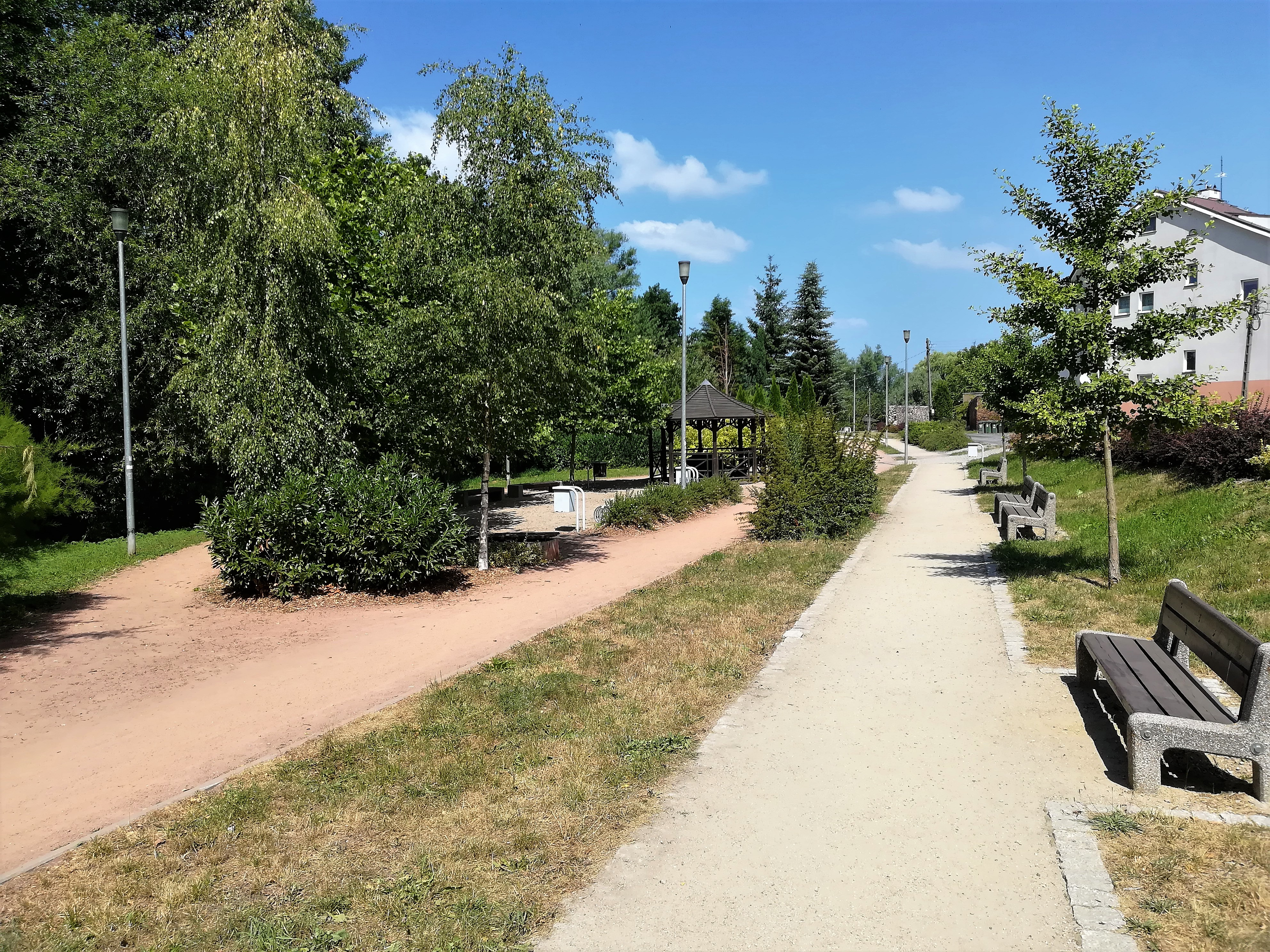
Ciąg pieszo-rowerowy nad Płonią
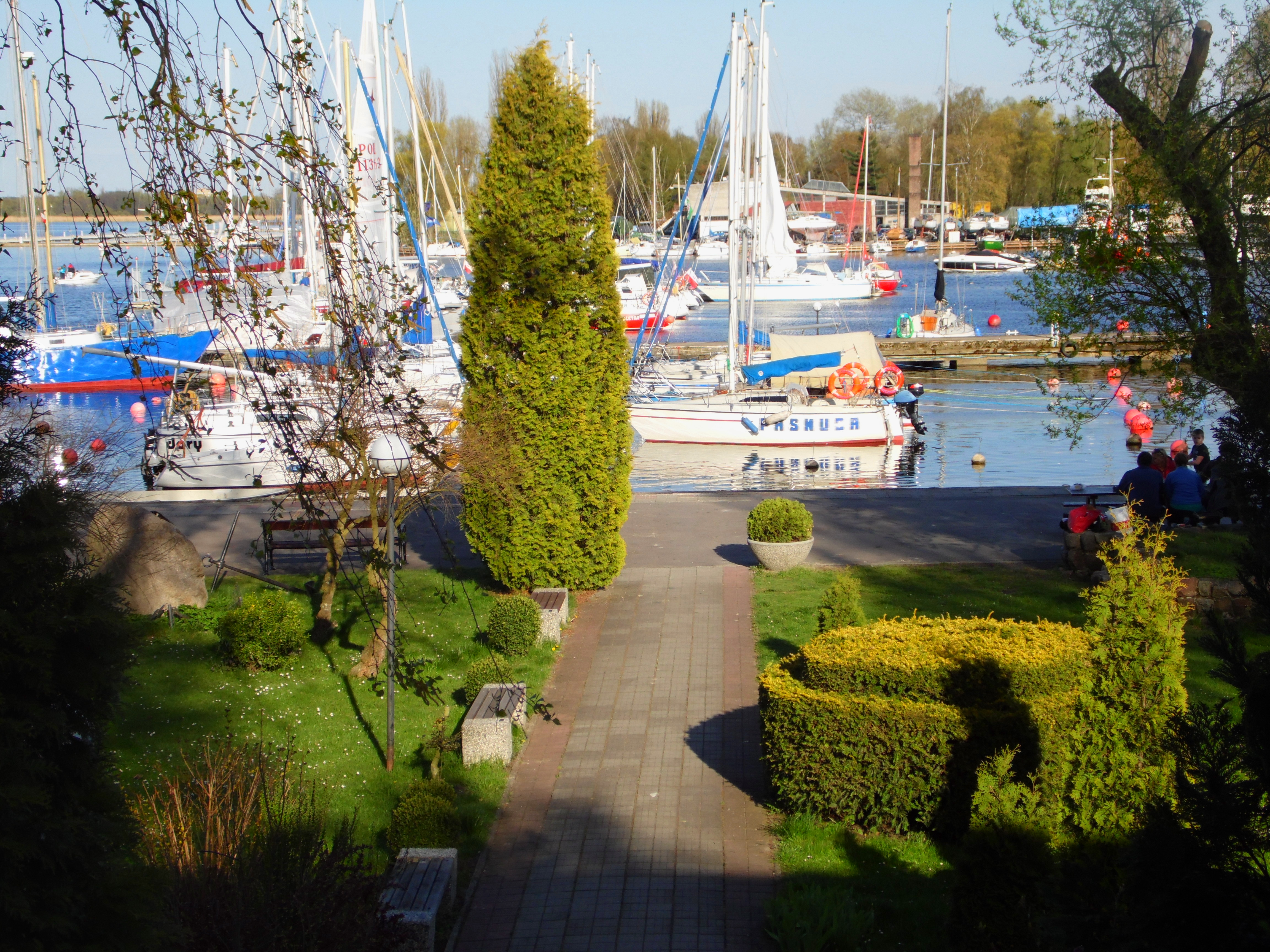
Przystań Żeglarska przy Przestrzennej
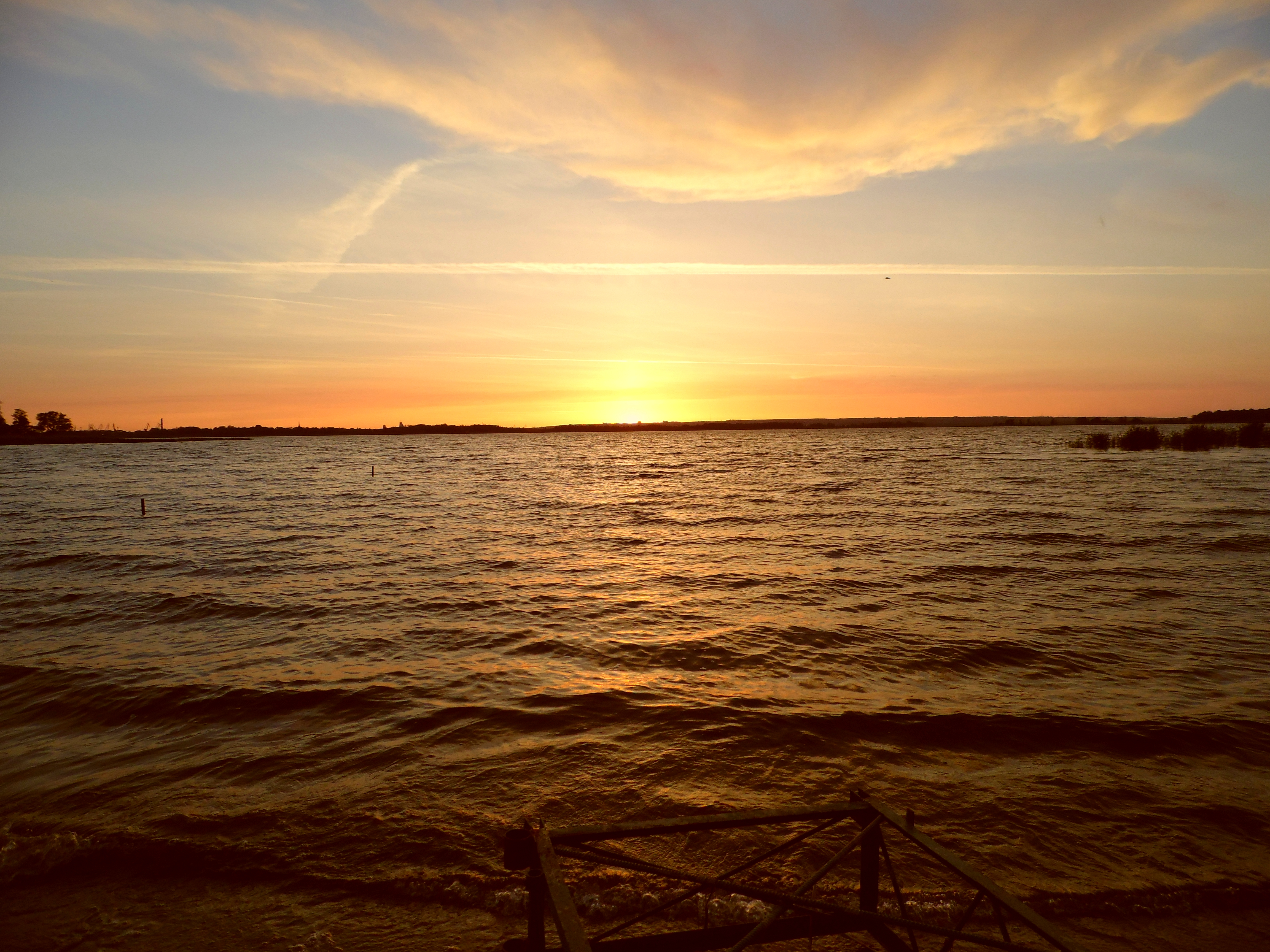
Zachód Słońca nad jeziorem Dąbie